# Spengler Cup 1989
Der Spengler Cup 1989 (französisch Coupe Spengler 1989) war die 63. Auflage des gleichnamigen Wettbewerbs und fand vom 26. bis 31. Dezember 1989 im Schweizer Luftkurort Davos statt. Als Spielstätte fungierte das dortige Eisstadion.
Es siegte der HK Spartak Moskau, der durch einen 5:3-Sieg im Finalspiel über Färjestad BK das Turnier gewannen. Bereits in der Qualifikation hatten sie die Schweden mit 4:3 besiegt. Es war der vierte Turniererfolg Spartaks nach 1980, 1981 und 1985. Der Gastgeber HC Davos nahm für die folgenden drei Jahre zum letzten Mal am Turnier teil.

## Modus
Die fünf teilnehmenden Teams spielten zunächst in einer Einfachrunde im Modus «jeder gegen jeden», so dass jede Mannschaft vier Spiele bestritt. Die beiden punktbesten Mannschaften nach Abschluss der zehn Qualifikationsspiele ermittelten schliesslich in einer zusätzlichen Partie den Turniersieger.

## Turnierverlauf

### Qualifikation
| Dezember 1989 | HK Spartak Moskau | 4:1 (2:0, 0:0, 2:1) | Team Canada | Eisstadion, Davos |

| Dezember 1989 | HC Davos | 5:7 (1:2, 2:3, 2:2) | Färjestad BK | Eisstadion, Davos |

| Dezember 1989 | HC Davos | 3:9 (0:1, 2:5, 1:3) | USA Selects | Eisstadion, Davos |

| Dezember 1989 | Färjestad BK | 3:4 (2:2, 0:0, 1:2) | HK Spartak Moskau | Eisstadion, Davos |

| Dezember 1989 | Team Canada | 7:5 (2:2, 1:2, 4:1) | Färjestad BK | Eisstadion, Davos |

| Dezember 1989 | HK Spartak Moskau | 7:3 (2:0, 4:2, 1:1) | USA Selects | Eisstadion, Davos |

| Dezember 1989 | HC Davos | 7:6 (5:2, 2:1, 0:3) | HK Spartak Moskau | Eisstadion, Davos |

| Dezember 1989 | Team Canada | 6:8 (2:1, 4:2, 0:5) | USA Selects | Eisstadion, Davos |

| Dezember 1989 | Färjestad BK | 6:3 (3:0, 2:1, 1:2) | USA Selects | Eisstadion, Davos |

| Dezember 1989 | HC Davos | 2:5 (0:3, 2:0, 0:2) | Team Canada | Eisstadion, Davos |

| Pl. |                   | Sp | S | N | Tore  | Punkte |
| --- | ----------------- | -- | - | - | ----- | ------ |
| 1.  | HK Spartak Moskau | 4  | 3 | 1 | 21:14 | 6:2    |
| 2.  | Färjestad BK      | 4  | 2 | 2 | 21:19 | 4:4    |
| 3.  | Team Canada       | 4  | 2 | 2 | 19:19 | 4:4    |
| 4.  | USA Selects       | 4  | 2 | 2 | 23:22 | 4:4    |
| 5.  | HC Davos          | 4  | 1 | 3 | 17:27 | 2:6    |

### Final
| 31. Dezember 1989 12:00 Uhr | HK Spartak Moskau | 5:3 (1:1, 4:0, 0:2) | Färjestad BK | Eisstadion, Davos |